# Si hei dr Wilhälm Täll ufgfüert
Si hei dr Wilhälm Täll ufgfüert (Sie haben den Wilhelm Tell aufgeführt) ist ein berndeutsches Chanson des Schweizer Liedermachers Mani Matter. Es erschien 1966 auf Matters erster Schallplatte I han en Uhr erfunde (Ich habe eine Uhr erfunden).

## Inhalt
Das Lied handelt von einer Aufführung des Theaterstücks Wilhelm Tell, das den mythischen Freiheitskampf der Eidgenossen darstellt. Aufführungsort ist das Restaurant Löwen in einem fiktiven Schweizer Dorf mit dem Namen Nottiswil. Die Schauspieler stammen ebenso aus der Dorfgemeinschaft wie die Zuschauer. Dabei kommt es, ausgelöst durch eine provokative Bemerkung eines Mitspielenden, zu einer stetig anschwellenden Schlägerei unter den Schauspielern, die sich ihrer Rollen entsprechend auf die beiden Konfliktparteien verteilen. Schliesslich greifen auch die Zuschauer ein. Die Schlägerei endet – wie im aufgeführten Stück vorgesehen – mit dem Sieg der Eidgenossen. Das Lied wird beschlossen mit der Information, dass die Versicherung für die entstandenen Schäden aufgekommen sei, und der Moral, dass «sie die Freiheit gewännen, wenn sie so zu gewinnen wäre».

## Rezeption
Gemäss Dieter Fringeli (1981) erlangte das Lied zusammen mit vier anderen Chansons der Berner Troubadours «bald eine innerhalb des schweizerischen Kulturlebens einzigartige Popularität».